# Обвал торговельного центру «Maxima» у Ризі
Обвал торговельного центру «Maxima» у Ризі стався ввечері 21 листопада 2013 року у мікрорайоні Золітуде, за адресою вул. Приєдайнес, 20.

## Будівля
Торговельний центр «Maxima» було сдано в експлуатацію 3 листопада 2011 року. Площа торговельних площ становила 2503 м². Того ж року будівля отримала латвійську нагороду Latvijas arhitektūras gada balva («Щорічний приз латвійської архітектури»). Архітектуру центру розробило бюро «Kubs».

## Хронологія подій
Приблизно о 17:45 дах і стіни супермаркету деформувалися, численні покупці та працівники опинилися заблокованими всередині. О 18:00 впала одна зі стін центру та дах над касами. Пізніше, коли 400 рятівників вже розпочали розчистку завалів, впала ще одна стіна. Загальна площа зруйнування досягла 500 квадратних метрів. Вранці 22 листопада було знайдено тіла 15 загиблих. Крім того, внаслідок другого обвалу загинули троє рятівників. Станом на полудень 23 листопада, лічба загиблих досягла 52 осіб: 51 латвієць та один громадянин Вірменії. Латвійська поліція висунула три версії катастрофи: 1) порушення проєктування; 2) порушення правил будівництва; 3) зберігання на даху будматеріалів.